# Джакомо Пуччіні
Джа́комо Анто́ніо Доме́ніко Міке́ле Секо́ндо Марі́я Пуччі́ні (італ. Giacomo Antonio Domenico Michele Secondo Maria Puccini; 22 грудня 1858, Лукка — 29 листопада 1924, Брюссель, Бельгія) — італійський оперний композитор, опери якого ("Манон Леско", "Богема", "Тоска", "Мадам Баттерфляй", "Турандот") розвивають традиції італійського бельканто і становлять основу репертуару всіх оперних театрів світу.

## Життя і творчість

### Походження та дитячі роки
Пуччіні народився в місті Лукка, в музичній сім'ї, він був шостою дитиною в сім'ї Мікеле Пуччіні (1813—1864) та Альбіни Маджі, мав ще 8 братів і сестер. Його складне ім'я «Джакомо Антоніо Доменіко Мікеле» було йому дано на честь усіх поколінь музичної династії від прапрадіда Джакомо (1712—1781), диригента кафедрального хору, до батька Мікеле, композитора та засновника музичної школи в місті. По смерті батька, п'ятирічного Пуччіні відправили на навчання до його дядька, який вважав його поганим, недисциплінованим учнем. Коли Джакомо брав фальшиву ноту, дядько боляче бив його по нозі. Потім все життя у Пуччіні за його словами, коли в його присутності хтось сфальшував мелодію, виникав рефлекторний біль у нозі. Надалі, Пуччіні отримав місце церковного органіста і хормейстера. Мистецтво талановитого органіста привернуло увагу парафіян, і його стали запрошувати для виступів в інші церкви Лукки й навіть інші міста. Джакомо пощастило потрапити до талановитого педагога — органіста Карло Анджелоні. У стінах Музичної школи Пачіні у місті Лукка юнак познайомився з основами гармонії та інструментування. Тут же він написав свої перші твори, головним чином хори релігійного змісту. Оперним композитором йому захотілось стати після того, як він у 1876 році вперше відвідав виставу опери Джузеппе Верді «Аїда» у Пізі.

### Початок кар'єри і перші опери
У 22-річному віці Джакомо, отримавши диплом про закінчення Музичної школи Пачіні, покинув рідну Лукку. За сприяння місцевого мецената його мати добилась для нього стипендії від королеви для вступу до Міланській Консерваторії. Упродовж 1880—1883 років Пуччіні навчався у Міланській Консерваторії, опановуючи композицію у Антоніо Бадзіні та Амількаре Понк'єллі. У 1882 році брав участь у конкурсі одноактних опер. Його першу оперу «Вілліси» (Le Villi) було поставлено 31 травня 1884 року в міланському театрі «Даль Верме» (італ. Teatro Dal Verme). Цей оперний дебют 25-річного Пуччіні був дуже успішним. Опера привернула увагу Джуліо Рікорді, впливового видавця, що мав підприємницьку жилку і художнє чуття на талановитих авторів та спеціалізувався на виданні партитур. Рікорді замовив Пуччіні нову оперу, якою стала «Едгар».
П'ять років, що минули у роботі над оперою «Едгар», були чи не найтяжчими у житті композитора. Він відчував гострі фінансові проблеми, зіткнувшись з безжальними кредиторами. Він навіть готовий був, якщо його опера буде провальною, слідом за братом емігрувати з Італії. Важким ударом для юнака була смерть матері, котра багато зробила для його музичного розвитку, але так і не дожила до перших тріумфів улюбленого сина. Прем'єра опери відбулась 21 квітня 1889 року в театрі Ла Скала (Мілан). Вона пройшла без особливого успіху. Критика різко засуджувала невідповідності лібрето, його пихатість і сюжетну заплутаність. Навіть Рікорді, який завжди гаряче захищав роботи свого підопічного, змушений був погодитися з цими закидами.
Для наступної своєї опери Пуччіні обирає сюжет французького роману «Манон Леско» абата А. Ф. Прево. До цього часу матеріальне становище Пуччіні покращилось. Незадоволений гамірною атмосферою Мілана, він здійснив свою давню мрію — поселився далеко від міста, у тихому Торре-дель-Лаго — між Пізою і В'яреджо. Це містечко стало улюбленим притулком композитора протягом наступних трьох десятиліть. Він мешкав у сільському будинку на березі озера Массачуколі та цілком віддався творчості. Значну роль у житті Пуччіні відіграло його зближення з Ельвірою Бонтур — темпераментною і енергійною жінкою, яка зробила все можливе для того, щоб створити композитору ідеальні умови для творчості. Заради свого обранця Ельвіра покинула нелюбого чоловіка — міланського буржуа, батька двох її дітей. Лише через багато років, після смерті законного чоловіка, вона отримала можливість оформити свій шлюб із Пуччіні. Відносини їх були не завжди рівними: пориви великої пристрасті змінювалися сварками, але Ельвіра завжди залишалася вірною подругою і помічницею композитора, багато в чому сприяючи його успіхам.
Третя опера «Манон Леско», прем'єра якої відбулась 2 лютого 1893 року в Королівському театрі (Турин), мала величезний успіх. Незважаючи на помітний вплив Ріхарда Вагнера, талант Пуччіні виявився в цій опері майже у повному своєму блиску. Ця ж опера знаменує собою початок роботи Пуччіні з лібретистами Луїджі Ілліка і Джузеппе Джакоза. Пуччіні стає найзнаменитішим композитором Італії. Його запрошують вести клас композиції у Міланській консерваторії та очолити ліцей Бенедетто Марчелло у Венеції. Але він відхиляє обидві пропозиції, віддаючи перевагу спокійному життю у Торре-дель-Лаго.

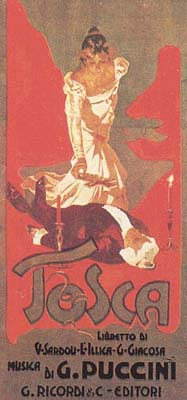
Афіша опери «Тоска» (1899) Пуччіні

### Пік кар'єри
Наступна опера Пуччіні «Богема» принесла Пуччіні світову славу. Музика «Богеми» була написана протягом восьми місяців, причому деякі епізоди, наприклад, популярний «Вальс Мюзетти», Пуччіні писав на власному тексті, не чекаючи чергових сторінок лібрето. До осені 1895 року «Богема» була закінчена і 1 лютого 1896 року вперше представлена на сцені Королівського театру в Турині. Ще до кінця сезону «Богема» витримала 24 вистави з повними зборами — факт, надзвичайний для нової опери. Дуже скоро її з успіхом поставили найбільші театри світу, в тому числі театри Лондона, Парижа, Буенос-Айреса, Москви, Берліна, Відня, Будапешта, Барселони. Одночасно оперу з такою ж назвою і за тим же романом писав Руджеро Леонкавалло, внаслідок чого між двома композиторами виник конфлікт, і вони перестали спілкуватися.
За «Богемою» йшла «Тоска», прем'єра якої відбулася у Римі на рубежі століть, 14 січня 1900 року за участі диригента Леопольдо Муньоне, давнього друга композитора. Під тиском примадонни Ла Скала Гаріклеї Дарклі, що виконувала головну роль в цій опері і наполягала на арії, яку можна було б виконувати на концертах, Пуччіні доповнив другий акт опери знаменитою сьогодні арією «Visi d'arte». Також, він дозволив Дарклі, блондинці, не одягати перуку (у тексті лібрето Тоска — брюнетка).
Під час перебування у Лондоні Пуччіні відвідав Театр принца Йоркського, де йшла п'єса «Гейша» американського драматурга Девіда Беласко. Композитор побачив для себе новий сюжет. Трагічна історія юної японської гейші відразу ж полонила уяву Пуччіні. Знову були залучені лібретисти Ілліка і Джакоза, які легко перетворили мелодраму Беласко в двоактове лібрето під назвою «Мадам Батерфляй». 17 лютого 1904 року опера «Мадам Баттерфляй» побачила сцену міланського театру «Ла Скала». На цей раз прем'єра пройшла без успіху. В залі лунали свисти, а відгуки преси висловлювали повне розчарування. Після авантюрно-загостреного сюжету «Тоски» нова опера здалася міланцям бездіяльною, приглушено ліричною. Головною причиною часткового провалу «Батерфляй» вважали розтягнутість обох актів, незвичну для італійської аудиторії. Пуччіні зробив нову редакцію. Оновлена опера, поставлена уже в травні 1904 року в театрі «Ґранде» у Брешії, завоювала повне визнання. Відтепер «Мадам Батерфляй» почала свій тріумфальний хід театрами Європи та Америки. Друга постановка опери — у театрі «Ґранде» мала успіх значною мірою і завдяки таланту співачки Соломії Крушельницької.
У 1903 році Пуччіні, завзятий автомобіліст, у самому розпалі роботи над партитурою «Мадам Батерфляй» потрапив в аварію і зламав собі ногу.
Тріумфом «Мадам Батерфляй» завершився найбільш інтенсивний період творчої біографії Пуччіні й почався період депресії, що тривав майже півтора десятиліття. Нові опери стали з'являтися рідше.

### Пізні роботи

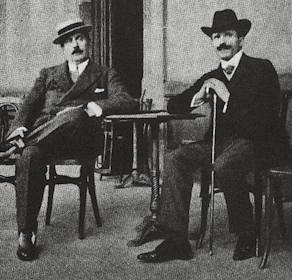
Дж. Пуччіні та А.Тосканіні

У 1909 році вибухнув скандал, пов'язаний з тим, що дружина композитора Ельвіра, яка страждала припадками ревнощів, звинуватила хатню робітницю Дорію Манфреді в любовному зв'язку з Пуччіні, після чого хатня робітниця наклала на себе руки. (Чи був зв'язок насправді — невідомо). Родичі Манфреді подали позов, і Пуччіні заплатив призначену судом суму.
Проте, в 1910 році, Пуччіні закінчив оперу «Дівчина із заходу», про яку згодом говорив, як про найсильніший свій опус. Спроба написати оперету (очевидно завдяки неймовірній у той час популярності жанру, в якому тоді передували Франц Легар і Імре Кальман) закінчилася невдачею.
У 1912 році помер видавець Пуччіні, Джуліо Рікорді, який зіграв величезну роль у популяризуванні творчості композитора.
У 1917 році Пуччіні закінчив переробку своєї оперети в оперу («Ластівка»).
Останній етап в житті Пуччіні (1918—1924 роки) збігся з періодом післявоєнних змін в історії Італії. Можна стверджувати, що після «Ластівки» Пуччіні рішуче здолав тривалу кризу. Саме в ці пізні роки йому вдалося досягти нових неперевершених вершин — написати ще дві опери.
У 1918 році відбулася прем'єра триптиху опер, що складається з трьох одноактних опер (у паризькому стилі, відомому як гранд-гиньоль: жахи, сентиментальна трагедія, і фарс. Остання, фарсова, частина, під назвою «Джанні Скіккі», здобула популярність й іноді виконується в один вечір з оперою Масканьї «Сільська честь», або з оперою Леонкавалло «Паяци».
Робота Пуччіні над його останньою оперою не була доведена до кінця. У самий розпал написання опери «Турандот» загострилася його давня хвороба горла, яка переросла у рак. Хоча лікарі приховували від нього діагноз, він відчував наближення трагічного результату.
Помер Пуччіні в 1924 році через наслідки операції на горлі, в брюссельській клініці. Останній акт його останньої опери («Турандот») залишився незавершеним. Є декілька версій кінцівки, найчастіше виконується версія, написана Франко Альфано. На прем'єрі цієї опери у Мілані (1926) диригент, близький друг композитора, Артуро Тосканіні зупинив оркестр на тому місці, де починалася частина, написана Ф. Альфано. Поклавши паличку, диригент обернувся до публіки і сказав, «Тут опера кінчається, тому що у цей момент маестро помер».

## Композиторський стиль
Не схильний до музичного новаторства, Пуччіні просто використовував прийоми, що подобалися йому, винайдені попередниками і сучасниками (зокрема, Верді, Вагнером, і веристами). Надзвичайно обдарований мелодійно, він твердо дотримувався свого переконання, що музика і дія в опері повинні бути нерозривні. З цієї причини, зокрема, в операх Пуччіні немає увертюр. Завдяки мелодійному багатству своїх творів, опери Пуччіні, поряд з операми Верді і Вагнера, є найчастіше виконуваними операми у світі. Рідкісний оперний театр сьогодні насмілюється скласти репертуар сезону, не включивши в нього хоч би один твір цього композитора.

## Послідовники
Мелодійний вплив Пуччіні був величезний. Пуччіністамі назвав його послідовників Іван Соллертинський, відзначивши, що найзавзятішим представником цього руху став Кальман. До «пуччіністів» також відносять Франца Легара та Ісаака Дунаєвського.

## Сучасники про Пуччіні
- У 1912 році один дуже відомий італійський критик, у зв'язку з постановкою однією з опер Пуччіні, написав в своїй статті наступне. «Це просто ганьба, що світ думає, ніби італійська музика — це, в основному, твори цього старомодного мелодиста, тоді як в Італії є такі композитори-інтелектуали як Ільдебрандо Піцетті».
- Інший критик, Карло Берсезіо, так описав свої враження від прем'єри «Богема» (у «La gazetta») — «Богема не залишить ніякого сліду в історії оперного театру. Авторові цієї опери слід визнати свій твір помилкою».
- Видавець Рікорді, дізнавшись про сумніви, що терзали композитора під час перших репетицій «Богеми», написав йому — «Якщо цією оперою ви не попали в точку, маестро, я зміню професію і почну торгувати салямі».
- Лібретист Ілліка писав Пуччіні, «Працювати з вами, Джакомо — це як жити в пеклі. Сам Іов не виніс би таких мук».
- У 2006 році опера «старомодного мелодиста» «Богема» відзначила своє сторіччя. У другій половині двадцятого століття вона зайняла місце в п'ятірці найчастіше виконуваних у світі опер і з того часу з цієї п'ятірки вже не виходила.

## NB
| Незадовго до смерті Пуччіні відмічає в одному з своїх листів, що «опера закінчилася як жанр, оскільки люди втратили смак до мелодії і готові терпіти музичні композиції, що не містять нічого мелодійного». |

## Твори

### Опери
- «Віли» (італ. Le Villi, за Альфонсо Карром, 1884)
- «Едгар» (італ. Edgar, за Альфредом де Мюссе, 1889)
- «Манон Леско» (фр. Manon Lescaut, за А. Ф. Прево, 1893)
- «Богема» (фр. La bohème; за А. Мюрже, 1896)
- «Тоска» (італ. Tosca, за В. Сарду, 1900)
- «Мадам Баттерфляй» (італ. Madama Butterfly, за Д. Беласко, 1904; також відома під назвою «Чіо-Чіо-сан»)
- «Дівчина з Заходу» (італ. La fanciulla del West, за Д. Беласко, 1910)
- «Ластівка» (італ. La rondine, 1917)
- «Триптих»: «Плащ», «Сестра Анджеліка», «Джанні Скіккі» (італ. Il Trittico: Il Tabarro, Suor Angelica, Gianni Schicchi, 1918)
- «Турандот» (італ. Turandot, за К. Гоцці, завершена після смерті композитора Ф. Альфано).

### Вокально-симфонічні твори
- Credo для солістів, хору і оркестру, 1878
- Меса на чотири голоси з оркестром, 1880
- I figli d'Italia bella, кантата для голосу соло, хору і оркестру, 1877
- Мотет для Сан Паоліно для голосу соло, хору і оркестру, 1877

### Для оркестру
- Прелюдія для оркестру мі мінор, 1876
- Симфонічна прелюдія ля мажор, для оркестру, 1882
- Скерцо ля мінор для струнних, 1882
- Adagetto для оркестру, створена між 1881 та 1883
- Trio фа мажор для оркестру, створена між 1881 та 1883

### Для хору
- Реквієм для хору, альта, фісгармонії або органу 1905
- Ecce sacerdos magnus, для хору на чотири голоси, 1905
- Vexilla regis для хору і органу, створена між 1874 та 1880

### Камерно-інструментальні твори
- Три менуети для струнного квартету, 1881
- Adagio ля мажор, для струнного квартету, 1881–1882
- Струнний квартет, ре мажор, створена між 1881 та 1883
- Скерцо для струнного квартету, 1883 (?)
- Crisantemi, для струнного квартету, 1890
- Pezzi для органу і фортепіано, 1874–1878 (?)
- Fuga Reale для струнного квартету , 1883

### Для голосу з супроводом
- A Te, романс для голосу і фортепіано, s.d. ma probabilmente composta negli anni Settanta
- Ah! se potesse, романс для тенора і фортепіано, 1882 (?) (загублена)
- Seguitiam del reo le impronte, фрагмент невідомої опери, після 1882
- Melanconia, романс для голосу і фортепіано, 1883 (?)
- Salve Regina, для сопрано і фісгармонії або фортепіано, 1883 (?)
- Storiella d'amore, мелодія для голосу і фортепіано, 1883 (?)
- Ad una morta, романс для мецо-сопрано або баритону і фортепіано або оркестру 1883 (?)
- Mentìa l'avviso, сцена і романс для тенора і фортепіано, 1883
- Capriccio Sinfonico, 1883
- Sole і amore, романс для голосу і фортепіано 1888
- Avanti Urania!, романс для голосу і фортепіано, 1896
- Inno a Diana, романс для голосу і фортепіано, 1897
- E l'uccellino, ninna-nanna для голосу і фортепіано, 1899
- Scossa elettrica, marcetta brillante для фортепіано, 1899 (?)
- Terra і mare, романс для голосу і фортепіано, 1902
- Canto d'anime, сторінка з альбому для голосу і фортепіано, 1904
- Dios y Patria, inno scolastico для голосу і фортепіано, 1905
- Casa mia, для голосу і фортепіано, 1908
- Sogno d'or, романс для голосу і фортепіано, 1912
- Morire?, романс для голосу і фортепіано, 1917 (?)
- Inno a Roma, для голосу і фортепіано, testo di Fausto Salvatori, 1919
- Andantino, для голосу і фортепіано, s.d.[19]

### Для фортепіано
- Piccolo Valzer для фортепіано, 1894
- Piccolo tango для фортепіано, 1907 або 1910 (автентичність спірна)
- Foglio d'album для фортепіано, 1907 або 1910 (автентичність спірна)

### Інше
- Фуга ре мінор, 1881–1882 (?)
- Фуга до мінор на чотири голоси, створена між 1881 та 1883
- Фуга соль мажор на чотири голоси, створена між 1881 та 1883
- Фуга до мажор на чотири голоси, створена між 1881 та 1883
- Фуга мі мінор на чотири голоси, створена між 1881 та 1883
- Фуга соль мажор на чотири голоси, створена між 1881 та 1883
- Фуга соль мажор на чотири голоси, створена між 1881 та 1883
- Фуга соль мінор, 1883
- Prime fantasie, вальс для банди, 1879 (загублена)